# Maya Henselek
Maya Henselek (* 8. Dezember 1986 in Bottrop) ist eine deutsche Film- und Theaterschauspielerin.  

## Leben
Maya Henselek absolvierte ihre Schauspielausbildung am Konservatorium Wien. Ein Semester dieser Zeit war sie in Paris und studierte an der École de Mime, dem Teatro Pazzo und dem Cours Florent. Ein Jahr vor ihrem Diplom, das sie 2010 machte, wurde sie Ensemblemitglied am Theater an der Gumpendorfer Straße in Wien und spielt seitdem in Film und Fernsehen.

## Filmografie (Auswahl)
- 2013: Die verbotene Frau (TV-Film)
- 2013: CopStories (TV-Serie, 1 Folge)
- 2013: Kalte Probe
- 2014: Die Steintaler (TV-Serie, 12 Folgen)
- 2014: Kafka, Kiffer und Chaoten
- 2014: Prinz Eugen (Dokudrama)
- 2014: Add a Friend (TV-Serie, 1 Folge)
- 2016: Die Chefin Folge: Oktoberfest
- 2019: Mordshunger – Verbrechen und andere Delikatessen: Wie ein Ei dem anderen (Fernsehfilm zur Serie)
- 2020–2021: Bettys Diagnose (TV-Serie, 9 Folgen)
- 2021: Schwester, Schwester (TV-Serie, 4 Folgen)
- 2021: SOKO Potsdam: Ich weiß, wer du bist (TV-Serie, 1 Folge)
- 2022: In aller Freundschaft: Verantwortungsvoll (TV-Serie, 1 Folge)
- 2023: Letzte Spur Berlin (TV-Serie, 1 Folge)
- 2023: Die Rosenheim-Cops (TV-Serie, 1 Folge)
- 2024: SOKO Stuttgart (Fernsehserie, Folge Lebenslügen)